# 澳洲緋鯉
澳洲緋鯉為輻鰭魚綱鱸形目鱸亞目鬚鯛科的其中一種，分布澳洲海域，棲息深度9-11公尺，體長可達9公分，為底棲性魚類，屬肉食性，以蝦子為食。